# Здравство
Здравство представља систем јавних делатности за који се могу издвојити четири основне улоге:
- куративна тј. лечење оболелих путем терапија
- превентивна - сузбијање ширења или стицања болести, борба против епидемија
- заштита животне средине
- обезбеђивање одговарајућих животних услова

Делатности из области здравства се остварују у здравственим установама:
- амбуланте
- домови здравља
- клинике
- болнице
- институти и заводи за јавно здравље
- државне институције - надлежно министарство
- међународне институције (као што су Генерална дирекција за здравство у оквиру Европске Комисије ЕУ или Светска здравствена организација)

Обучавање кадрова за обављање делатности у области здравства се врши у средњошколским и високошколским установама у области медицине, стоматологије и фармације. У високошколским установама, као и у заводима и институтима се врши и научно-истраживачки рад из области здравства.